# Canzonissima
Canzonissima war eine populäre italienische Fernsehshow, die zwischen 1956 und 1975 vom öffentlich-rechtlichen Rundfunk Rai produziert wurde. Sie wurde jeweils um den Jahreswechsel im Programma Nazionale ausgestrahlt. Wesentlicher Bestandteil der Show war ein Musikwettbewerb.

## Geschichte
Die Rai hatte 1951 das Sanremo-Festival initiiert, das ab 1955 im Fernsehen übertragen wurde und rasch populär wurde. 1955 wurde die italienische Staatslotterie Lotteria Nazionale Italiana (damals auch Lotteria di Capodanno, „Neujahrslotterie“) aus der Taufe gehoben, für die die Rai eine zugehörige Fernsehsendung suchte. Dies gab den Anstoß für die später als Canzonissima bekannte Musikshow.
Die erste Ausgabe der Veranstaltung 1956 trug den Namen Le canzoni della fortuna und war in erster Linie eine Radiosendung: Nur das Finale (im Januar 1957) wurde auch im Fernsehen übertragen, live aus dem Teatro Petruzzelli in Bari. Es nahmen 200 Lieder aus den vergangenen 50 Jahren sowie 16 neue Lieder teil, im Finale gab es zwei Siegerlieder. Nach dem großen Erfolg dieser ersten Ausgabe gab es 1957 die Nachfolgeveranstaltung Voci e volti della fortuna, in der nun die Lieder und ihre Interpreten die einzelnen Regionen Italiens vertraten (es gewannen die Abruzzen mit Aurelio Fierro). Diese zweite Ausgabe wurde bereits vollständig im Fernsehen gezeigt, das Finale fand in Palermo statt.
1958 zog sich die Rai von der Organisation des Sanremo-Festivals zurück und setzte nun voll auf die hauseigene Neujahrsshow, die erstmals unter dem Namen Canzonissima ausgerichtet wurde. Es blieb ein Musikwettbewerb, an dem die größten musikalischen Erfolge der Gegenwart teilnahmen, verbunden mit der italienischen Lotterie. Oft kam es zu einem musikalischen Austausch mit Beiträgen des Sanremo-Festivals. Tony Dallara etwa gewann 1960/61 Canzonissima mit Romantica, das zuvor bereits Sanremo 1960 gewonnen hatte. Schon ab 1959 war Canzonissima eine der erfolgreichsten Rai-Sendungen überhaupt. Im Lauf der folgenden Jahre änderte man das Format und die Regeln des Wettbewerbs häufig, doch die populärsten Beiträge blieben typischerweise traditionellere Lieder von etablierten Stars wie Claudio Villa, Gianni Morandi oder Massimo Ranieri.
Ab 1963 verzichtete man nach Zensurskandalen einige Jahre auf den Namen Canzonissima, aber hielt an ähnlichen Veranstaltungen zum Jahreswechsel und im Zusammenhang mit der Lotterie fest. 1968 kehrte man zum bekannten Namen zurück, den die Veranstaltung bis zu ihrem Ende 1974/75 beibehielt. 1970–1975 nutzte die Rai Canzonissima auch als Vorauswahl für die italienischen Vertreter beim Eurovision Song Contest.
Nach dem Ende von Canzonissima traten andere Unterhaltungsshows wie Fantastico an ihre Stelle, in denen Musik nur noch eine untergeordnete Rolle spielte.

## Ausgaben
| Ausstrahlung       | Ausstrahlung   | Name                       | Moderation |
| Anfang             | Ende           | Name                       | Moderation |
| ------------------ | -------------- | -------------------------- | --- |
| 14. Oktober 1956   | 6. Januar 1957 | Le canzoni della fortuna   | Adriana Serra, Antonella Steni, Raffaele Pisu, Renato Turi                                                                             |
| 8. Oktober 1957    | 6. Januar 1958 | Voci e volti della fortuna | Enzo Tortora, Silvio Noto, Antonella Steni, Renato Turi                                                                                |
| 22. Oktober 1958   | 4. Januar 1959 | Canzonissima               | Renato Tagliani mit Ugo Tognazzi, Walter Chiari, Gianni Agus, Enza Soldi, Lauretta Masiero, Scilla Gabel und Corrado Pani              |
| 21. Oktober 1959   | 6. Januar 1960 | Canzonissima               | Delia Scala, Paolo Panelli und Nino Manfredi                                                                                           |
| 15. Oktober 1960   | 6. Januar 1961 | Canzonissima               | Alberto Lionello, Lauretta Masiero, Aroldo Tieri und Lilli Lembo                                                                       |
| 10. Oktober 1961   | 6. Januar 1962 | Canzonissima               | Sandra Mondaini, Enzo Garinei, Toni Ucci, Carletto Sposito und Anna Maria Gambineri mit Paolo Poli, Alberto Bonucci und Tino Buazzelli |
| 11. Oktober 1962   | 6. Januar 1963 | Canzonissima               | Dario Fo und Franca Rame; Maria Grazia Picchetti; Tino Buazzelli und Sandra Mondaini; Corrado                                          |
| 26. September 1963 | 6. Januar 1964 | Gran Premio                | Lina Volonghi, Gilberto Govi und andere                                                                                                |
| 30. September 1964 | 6. Januar 1965 | Napoli contro tutti        | Nino Taranto, Françoise Prévost, Nadia Gray                                                                                            |
| 29. September 1965 | 6. Januar 1966 | La prova del nove          | Corrado mit Walter Chiari und Alice und Ellen Kessler                                                                                  |
| 24. September 1966 | 6. Januar 1967 | Scala reale                | Peppino De Filippo |
| 23. September 1967 | 6. Januar 1968 | Partitissima               | Alberto Lupo, Franco Franchi, Ciccio Ingrassia                                                                                         |
| 28. September 1968 | 6. Januar 1969 | Canzonissima               | Mina, Walter Chiari und Paolo Panelli                                                                                                  |
| 27. September 1969 | 6. Januar 1970 | Canzonissima               | Johnny Dorelli, Raimondo Vianello, Alice und Ellen Kessler mit Sandra Mondaini und Paolo Villaggio                                     |
| 10. Oktober 1970   | 6. Januar 1971 | Canzonissima               | Corrado und Raffaella Carrà |
| 9. Oktober 1971    | 6. Januar 1972 | Canzonissima               | Corrado und Raffaella Carrà mit Alighiero Noschese                                                                                     |
| 7. Oktober 1972    | 6. Januar 1973 | Canzonissima               | Pippo Baudo und Loretta Goggi |
| 7. Oktober 1973    | 6. Januar 1974 | Canzonissima               | Pippo Baudo und Mita Medici |
| 6. Oktober 1974    | 6. Januar 1975 | Canzonissima               | Raffaella Carrà mit Cochi e Renato, Paolo Villaggio und Topo Gigio; Mike Bongiorno                                                     |

## Wettbewerbssieger
| Jahrgang | Interpret(en)      | Lied                                |
| -------- | ------------------ | ----------------------------------- |
| 1956/57  | Nunzio Gallo       | Mamma                               |
| 1956/57  | Gino Latilla       | Buon anno, buona fortuna            |
| 1957/58  | Aurelio Fierro     | Scapricciatiello                    |
| 1958/59  | Nilla Pizzi        | L’edera                             |
| 1959/60  | Joe Sentieri       | Piove                               |
| 1960/61  | Tony Dallara       | Romantica                           |
| 1961/62  | Tony Dallara       | Bambina bambina                     |
| 1962/63  | Tony Renis         | Quando quando quando                |
| 1963/64  | (Region Sizilien)  | (Region Sizilien)                   |
| 1964/65  | Claudio Villa      | ’O sole mio                         |
| 1965/66  | Gianni Morandi     | Non son degno di te                 |
| 1966/67  | Claudio Villa      | Granada                             |
| 1967/68  | Dalida             | Dan dan dan                         |
| 1968/69  | Gianni Morandi     | Scende la pioggia                   |
| 1969/70  | Gianni Morandi     | Ma chi se ne importa                |
| 1970/71  | Massimo Ranieri    | Vent’anni                           |
| 1971/72  | Nicola Di Bari     | Chitarra suona più piano            |
| 1972/73  | Massimo Ranieri    | Erba di casa mia                    |
| 1973/74  | Gigliola Cinquetti | Alle porte del sole                 |
| 1974/75  | Wess & Dori Ghezzi | Un corpo e un’anima (Pop-Kategorie) |
| 1974/75  | Tony Santagata     | Lu maritiello (Folk-Kategorie)      |

## Belege
1. 1 2 3 4  Felice Liperi: Storia della canzone italiana. 3. Auflage. Rai Eri, Rom 2017, ISBN 978-88-931606-7-4, S. 238–239 (E-Book, PDF).
2. 1 2 3 4 5  Canzonissima. In: StoriaRadioTV.it. Archiviert vom Original am 24. September 2015; abgerufen am 10. September 2021 (italienisch).
3. ↑  Eddy Anselmi: Il Festival di Sanremo: 70 anni di storie, canzoni, cantanti e serate. DeAgostini, Mailand 2020, ISBN 978-88-511-7661-7, S. 64.
4. ↑  Eddy Anselmi: Il Festival di Sanremo: 70 anni di storie, canzoni, cantanti e serate. DeAgostini, Mailand 2020, ISBN 978-88-511-7661-7, S. 599.